# Mieczysław Brzeziński

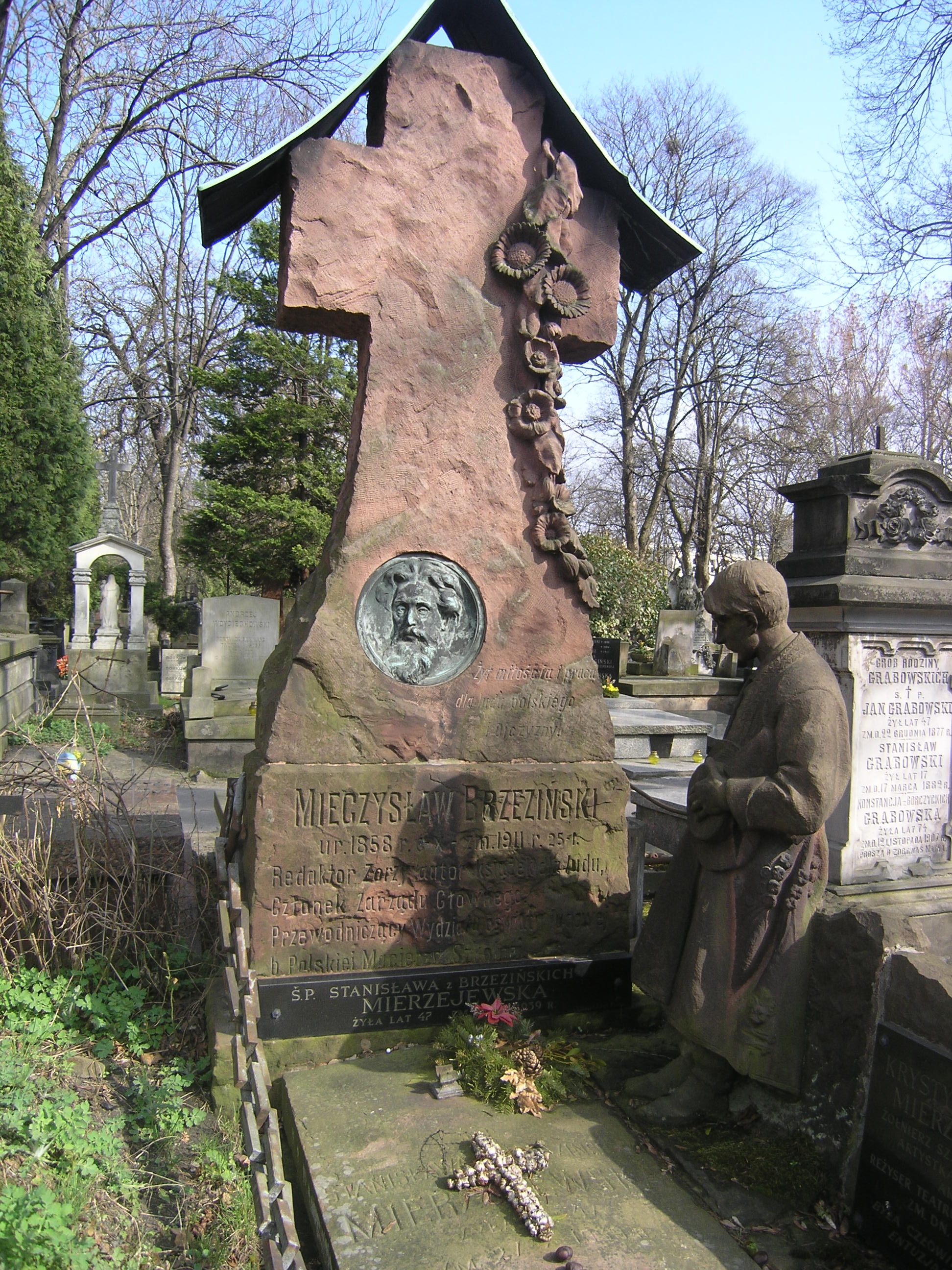
Grób Mieczysława Brzezińskiego na Starych Powązkach w Warszawie (stan na kwiecień 2012)

Mieczysław Brzeziński (ur. 6 października 1858 w Warszawie, zm. 25 stycznia 1911 tamże) – polski działacz społeczno-oświatowy oraz ruchu ludowego, publicysta, wydawca, przyrodnik. Jeden z założycieli Polskiej Macierzy Szkolnej, redaktor naczelny i wydawca czasopisma „Zorza”.

## Życiorys
Dzieciństwo przeżył w Bełżycach i Wronowie, przez resztę życia związany z Warszawą.
Był jednym z założycieli tajnego Koła Oświaty Ludowej. W 1892 Koło odkupiło popularny tygodnik „Zorza”. Mieczysław Brzeziński był jego redaktorem i wydawcą do 1911 r.
Był członkiem Ligi Narodowej. W Polskiej Macierzy Szkolnej pełnił funkcję wiceprezesa, przewodniczącego Wydziału Oświaty Ludowej i kierownika sekcji szkolnej. Na kursach pedagogicznych Macierzy wykładał przyrodę martwą.
Był autorem wielu książek dla samouków. Jego książka Podarunek dla młodzieży była wydawana 17 razy, łączny nakład wyniósł w sumie 160 tysięcy egzemplarzy.
Pod koniec życia nabył niewielką posiadłość w Piotrowicach pod Nałęczowem, gdzie wraz z żoną Rozalią z Morzyckich prowadził gospodarstwo rolne. Pochowany na cmentarzu Powązkowskim w Warszawie (kwatera 174-2-16).
Jego uczniem i protegowanym był Adam Chętnik, który pod jego kierunkiem rozpoczął działalność publicystyczną i przystąpił do pracy w organizacjach ludowych, otrzymał też pomoc w znalezieniu pracy i mieszkania. Po śmierci swojego ukochanego mentora Chętnik napisał o nim artykuły w Drużynie (1913), Oświacie Polskiej (1930) i monografię Mieczysław Brzeziński: Jego życie i praca. (Warszawa, 1930).

## Literatura dodatkowa
- Józef Stemler: Brzeziński Mieczysław. W: Polski Słownik Biograficzny. T. 3: Brożek Jan – Chwalczewski Franciszek. Kraków: Polska Akademia Umiejętności – Skład Główny w Księgarniach Gebethnera i Wolffa, 1937, s. 40–41. Reprint: Zakład Narodowy im. Ossolińskich, Kraków 1989, ISBN 83-04-03291-0.